# 大崎琢也
大崎 琢也（おおさき たくや、1993年6月23日 - ）は、日本のラグビー選手。

## プロフィール
- イングランド出身[1]。
- ポジションはスクラムハーフ(SH)。
- 身長 168cm、体重 82kg

## 略歴
ウッスター高校、グロスターシャー大学を経て、2019年、三菱重工相模原ダイナボアーズに加入。
2020年、三菱重工相模原ダイナボアーズを退団した。